# 馬古拉山 (戈爾加內山脈)
48°19′20.4″N 24°33′5.5″E / 48.322333°N 24.551528°E

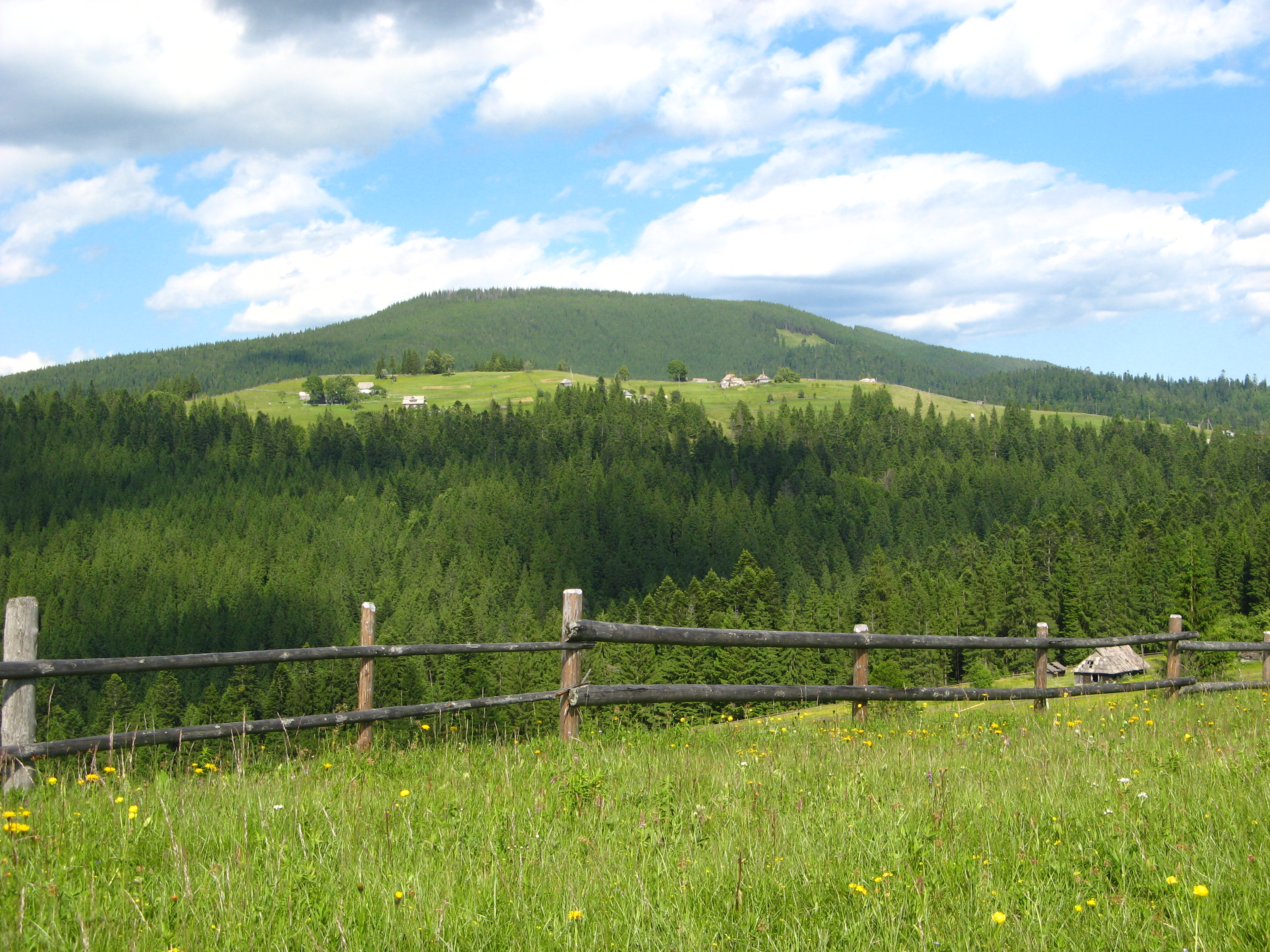

馬古拉山是烏克蘭的山峰，位於該國西部，處於伊萬諾-弗蘭科夫斯克州，屬於烏克蘭喀爾巴阡山脈中戈爾加內山脈的一部分，海拔高度1,288米。